# Jacques Villeret

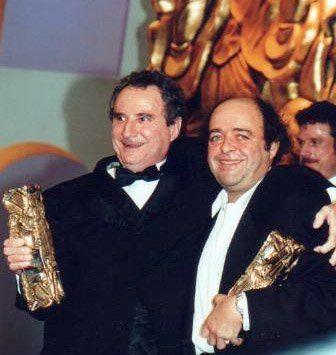
Jacques Villeret (rechts) mit Daniel Prévost 1999

Jacques Villeret (* 6. Februar 1951 in Loches (Département Indre-et-Loire) als Mohammed Boufroura; † 28. Januar 2005 in Évreux) war ein französischer Schauspieler.

## Leben
Jacques Villeret war der Sohn des algerischen Immigranten Ahmed Boufroura und der Französin Annette Bonnin (1934–2013). Seine Eltern ließen sich scheiden, als er neun Monate alt war. Seine Mutter heiratete in zweiter Ehe Raymond Villeret, dessen Familiennamen er nun als Gebrauchsnamen (nom d’usage) bekam. Er wurde Jacky gerufen. Erst als er ins Lycée kam, erfuhr er von seinem algerischen Vater.
Bei den laizistischen Pfadfindern Frankreichs, den Éclaireurs, entdeckte er das Theaterspielen. Er nahm Unterricht an der Schauspielschule Cours Simon und am Pariser Konservatorium, wo er von Louis Seigner unterrichtet wurde. Danach war er bei der Comédie-Française engagiert. Villeret spielte regelmäßig weiter Theater, fand daneben aber auch zum Film. 1973 hatte er seine erste Filmrolle als Soldat im Algerienkrieg in dem Film R.A.S. Nach diversen Nebenrollen hatte er seinen Durchbruch 1981 in Louis und seine außerirdischen Kohlköpfe als Außerirdischer, der Louis de Funès einen Besuch abstattet.
1983 spielte er den Halbbruder Adolf Hitlers in der Komödie ‘‘Papy fait de la Résistance‘‘.
Fortan spielte Villeret mit Stars wie Gérard Depardieu in Danton (1983) (Regie: Andrzej Wajda) und Jean-Paul Belmondo in Die Glorreichen (1983). Nebenbei zog Villeret mit seiner One-man-Show immer wieder durch Frankreich, wo er auch von Regisseur Ben Lewin entdeckt wurde, der Villeret als Partner von Jeff Goldblum in Der Gefallen, die Uhr und der sehr große Fisch (1991) verpflichtete. Mehrfach übernahm Villeret Hauptrollen in Filmen von Jean Becker, so in Ein Sommer auf dem Lande, Un crime au paradis und Effroyables jardins.
Villeret heiratete, nachdem beide bereits zwei Jahre ein Paar waren, am 26. Dezember 1979 die Komikerin und Autorin Irina Tarassov und zog mit ihr ihren Sohn Alexandre auf.
Das Paar trennte sich 1998. Zuletzt lebte Villeret mit der verwitweten Senegalesin Seny.
Villeret war alkoholabhängig. Er war noch bis zu seinem Tod aktiv. Villeret starb an inneren Blutungen.

## Auszeichnungen
Villeret gewann zweimal einen César: 1979 als bester Nebendarsteller in Ein Mann sucht eine Frau (Robert et Robert) und 1999 für seine Leistung in Dinner für Spinner als bester Hauptdarsteller.
2003 wurde Villeret zum Ritter der Ehrenlegion ernannt. Daneben wurde er außerdem als Ritter mit dem Orden der Künste und der Literatur ausgezeichnet.

## Theater
- 1970: La locandiera von Carlo Goldoni, Inszenierung: Jacques Ardouin, Théâtre Hébertot
- 1970: J'ai régné cette nuit von Pierre Sabatier, Inszenierung: Jacques Ardouin, Théâtre Hébertot
- 1971: Des frites, des frites, Inszenierung: Gérard Vergez, Théâtre national populaire
- 1972: Occupe-toi d’Amélie von Georges Feydeau, Inszenierung: Jacques-Henri Duval, Théâtre des Célestins
- 1972: Rhinocéros von Eugène Ionesco, Inszenierung: Guy Lauzin, Théâtre des Célestins
- 1972: Le Testament du chien von Ariano Suassuna, Inszenierung: Guy Lauzin, Festival d'Avignon
- 1973: Viendra-t-il un autre été ? von Jean-Jacques Varoujean, Inszenierung: Jacques Spiesser, Petit Odéon
- 1973: Les Fourberies de Scapin von Molière, Théâtre de Reims-Robert Hossein
- 1973: Don Juan von Molière, Inszenierung: Régis Anders, Festival d'Orge
- 1974: Gomina, Inszenierung: François Wertheimer, L'Européen
- 1975–1983: One-man show Théâtre des Blancs-Manteaux
- 1987: C'est encore mieux l'après-midi von Ray Cooney, Inszenierung: Pierre Mondy, Théâtre des Variétés
- 1989: Un fil à la patte von Georges Feydeau, Inszenierung: Pierre Mondy, Théâtre du Palais-Royal
- 1991: La Contrebasse von Patrick Süskind, Inszenierung: Philippe Ferran, Théâtre Hébertot, dann Théâtre de la Gaîté-Montparnasse
- 1993: Le Dîner de cons von Francis Veber, Inszenierung: Pierre Mondy, Théâtre des Variétés
- 1998: La Contrebasse von Patrick Süskind, Théâtre Marigny
- 2000: Jeffrey Bernard est souffrant von Keith Waterhouse, Inszenierung: Jean-Michel Ribes, Théâtre Fontaine

## Filmografie
| - 1972: Au théâtre ce soir (Fernsehreihe, 1 Folge) - 1973: Kommando R.A.S. (R.A.S) - 1973: Fantasio (Fernsehfilm) - 1974: Sommerliebelei (Un amour de pluie) - 1974: Monsieur Dupont (Dupont Lajoie) - 1974: Die Qual vor dem Ende (La gueule ouverte) - 1974: La choisie (Kurzfilm) - 1974: Ein Leben lang (Toute une vie) - 1975: Sérieux comme le plaisir - 1975: Monsieur Dupont - 1976: Ein Hauch von Zärtlichkeit (Si c’était à refaire) - 1976: Der Gute und die Bösen (Le bon et les méchants) - 1976: Nono Nénesse - 1976: Die Schiffbrüchigen der Schildkröteninsel (Les naufragés de l'île de la Tortue) - 1977: Ein anderer Mann – eine andere Frau (Un autre homme, une autre chance) - 1977: Un coup de rasoir (Kurzfilm) - 1978: Die Waldläufer (Le passe-montagne) - 1978: Meine erste Liebe (Mon premier amour) - 1978: Ein Mann sucht eine Frau (Robert et Robert) - 1978: Cinéma 16 (Fernsehserie, 1 Folge) - 1979: Allein zu zweit (À nous deux) - 1979: Ein Balkon im Wald (Un balcon en forêt) - 1979: Confidences pour confidences - 1979: Die Schlafmütze (Bête mais discipliné) - 1979: Ein Mann sucht eine Frau (Robert et Robert) - 1979: Allein zu zweit (À nous deux) - 1979: Rien ne va plus - 1981: Louis und seine außerirdischen Kohlköpfe (La soupe aux choux) - 1981: Ein jeglicher wird seinen Lohn empfangen … (Les uns et les autres) - 1981: Malevil - 1981: Gaston Lapouge (Fernsehfilm) - 1981: Le petit Mitchell illustré (Fernsehfilm) - 1982: Der Bulle und die Dirne (Le grand frère) - 1982: L'épreuve (Fernsehfilm) - 1982: Jacques Dutronc, la nuit d’un rêveur (Fernsehfilm) - 1982–1983: Merci Bernard (Fernsehserie, 11 Folgen) - 1983: Danton - 1983: Circulez y'a rien à voir - 1983: Edith und Marcel (Édith et Marcel) - 1983: Flucht in den Abgrund (Effraction) - 1983: Garçon! Kollege kommt gleich! (Garçon!) - 1983: Papy fait de la résistance - 1983: Ein jeglicher wird seinen Lohn empfangen … (Les uns et les autres, Fernsehserie, 4 Folgen) - 1983: Vorname Carmen (Prénom: Carmen) - 1984: Die Glorreichen (Les morfalous) - 1985: Der Boß (Hold-up) | - 1985: Dialogue de sourds (Kurzfilm) - 1985: Die verrückten Jahre des Twist (Les folles années du twist) - 1985: Drôle de samedi - 1986: Black Mic-Mac - 1986: Dreißig Grad minus (La galette du roi) - 1986: Les frères Pétard - 1987: L’été en pente douce - 1987: Sale temps - 1987: Schütze deine Rechte (Soigne ta droite) - 1987: Letzter Sommer in Tanger (Dernier été à Tanger) - 1987: L'été en pente douce - 1987: Sale temps (Kurzfilm) - 1988: Geliebte verborgt man nicht (La petite amie) - 1988: Die Reise nach Genf (Mangeclous) - 1988: La fête à Louisette (Kurzfilm) - 1989: Trois années - 1991: Le batteur du boléro - 1991: Le fils du Mékong - 1991: Les secrets professionnels du docteur Apfelglück - 1991: Der Gefallen, die Uhr und der sehr große Fisch (The Favour, the Watch, and the Very Big Fish) - 1992: Ein Affenzirkus (Le bal des casse-pieds) - 1992: Mayrig – Die Straße zum Paradies (588 rue Paradis) - 1992: Un fil à la patte (Fernsehfilm) - 1992: Le fils du Mékong - 1992: Le batteur du boléro (Kurzfilm) - 1993: Mayrig (Fernsehserie, 2 Folgen) - 1994: Wacko - 1994: Parano - 1996: Golden Boy - 1999: Der letzte Sommer (Le dernier été, Fernsehfilm) - 1997: Georges Dandin de Molière (Fernsehfilm) - 1998: Dinner für Spinner (Le dîner de cons) - 1998: Mookie - 1999: Ein Sommer auf dem Lande (Les enfants du marais) - 2000: Les acteurs - 2001: Un aller simple - 2001: Un crime au paradis - 2003: Effroyables jardins - 2003: Le furet - 2004: Malabar Princess - 2004: Viper in der Faust (Vipère au poing) - 2005: Isnogud – Der bitterböse Großwesir (Iznogoud) - 2005: L’antidote - 2005: Les âmes grises - 2005: Les parrains - 2005: De qui me moque-je? (Kurzfilm) |